# Munteni-Buzău
Munteni-Buzău – wieś w Rumunii, w okręgu Jałomica, w gminie Munteni-Buzău. W 2011 roku liczyła 3428 mieszkańców.